# Forte de Santa Apolónia
O Forte de Santa Apolónia, também conhecido como Baluarte de Santa Apolónia ou Bateria do Manique, localiza-se na freguesia de Penha de França, concelho e Distrito de Lisboa, em Portugal.

## História
Integrante da cintura defensiva seiscentista de Lisboa, acredita-se que a sua edificação remonte à época da Guerra da Restauração, entre 1652 e 1668, e que jamais tenha sido concluído.
Em época indeterminada, a perda de sua função defensiva fez com que o imóvel do antigo forte fosse integrado aos terrenos da Quinta do Manique, que pertenceu inicialmente ao visconde de Manique (que lhe fez acrescentar dois portões seiscentistas em cantaria), e, posteriormente, aos condes de São Vicente.
Em 1945, os remanescentes do Forte de Santa Apolónia eram propriedade da firma George & H. Hall, Lda.
O conjunto encontra-se classificado como Imóvel de Interesse Público por Decreto de 6 de Março de 1996. Aguarda, entretanto, a implementação de um projeto de preservação e recuperação encomendado, à época, pela Câmara Municipal de Lisboa, à Associação dos Amigos dos Castelos.
O plano prevê a recuperação da muralha e de duas guaritas, a escavação do terreno para retirada do entulho e uma intervenção paisagística de forma a preservar o baluarte, transformando-o num espaço verde onde se possa desfrutar a paisagem privilegiada do Tejo. Complementarmente, o projeto sugeriu a criação de um parque infantil, de uma cafetaria, além do aproveitamento de uma das três caves do edifício Concorde, um prédio de habitação de 12 pavimentos construído no interior da fortificação – sem licença de habitação – para instalação de um equipamento, por exemplo uma biblioteca. O custo estimado dessa intervenção é da ordem de um milhão e quinhentos mil euros.

## Características
Este forte, no setor oriental da cidade, em posição dominante sobre o rio Tejo, encontra-se atualmente inscrito em zona habitada, numa zona carenciada de espaços verdes. De planta originalmente pentagonal, apresenta os flancos bem marcados e inseridos na gola, a muralha, que acompanha a inclinação do terreno, é de alvenaria com cunhais de cantaria de calcário e bases de duas guaritas, possuindo, também, dois portões seiscentistas mandados construir pelo Visconde de Manique, sendo que o esquerdo dá acesso ao mirante, no coroamento dos muros localizam-se guardas exteriores de alvenaria, canhoneiras e alegretes intervalados com assentos de pedra.